# O Estado (Ceará)
O Estado é um jornal brasileiro editado na cidade de Fortaleza, capital do estado do Ceará.

## História
Foi fundado em 24 de setembro de 1936 por um grupo de políticos ligado ao Partido Social Democrata, tendo à frente o advogado José Martins Rodrigues. Durante um tempo como propriedade deste grupo, o jornal foi comprado pelo empresário Sérgio Filomeno. Em 1963, é adquirido pelo jornalista Venelouis Xavier Pereira. Ao ser instaurado no Brasil um golpe de Estado cívico-militar, em 1964, O Estado chegou a apoiar o regime em um primeiro momento, passando a integrar a oposição logo em seguida, resultando em uma perseguição ao jornal e a Venelouis. Neste período, o veículo abrigou jornalistas impedidos de trabalhar em outros meios e cedeu espaço a políticos contrários aos mandatários da época.
Após o fim do regime militar no Ceará, em 1987, Tasso Jereissati assume o cargo de governador por eleição direta, e em poucos meses o periódico passou a publicar matérias denunciando atitudes governamentais consideradas "autoritárias". Com isso, a veiculação de anúncios e publicidade oficial é suspensa. Em 1996, os herdeiros de Venelouis Xavier Pereira assumem a gestão d'O Estado devido à sua morte, e Wanda Palhano, sua esposa, torna-se presidente, iniciando uma recuperação econômica do jornal. Wanda falece em 2017.